# Klaus Ploghaus
Klaus Ploghaus, född den 31 januari 1956 i Gelnhausen, Hessen, död den 11 januari 2022 i Hambühren, var en västtysk friidrottare inom släggkastning.
Han tog OS-brons i släggkastning vid friidrottstävlingarna 1984 i Los Angeles.